# Baie Lazare
Baie Lazare ist ein Verwaltungs-Distrikt der Seychellen auf der Insel Mahé.

## Geographie

Distrikte der Seychellen

Der Distrikt liegt an der Südwestküste von Mahé. Er wird begrenzt von den Distrikten Anse Boileau, Anse Royale und Takamaka.
Die namengebende Bucht liegt südlich einer Landzunge, die sich nach Westen erstreckt. Nach Norden schließt die Baie La Mouche den Distrikt ab. Auf der Landzunge ist die herausragendste Erhebung der Conical Hill (⊙). Die Baie Lazare wird eingeschlossen von den Caps Pointe Lazare (W) und Pointe Maravi.
Der Distrikt hat den ISO 3166-2-Code SC-06.